# Albright Stonebridge Group

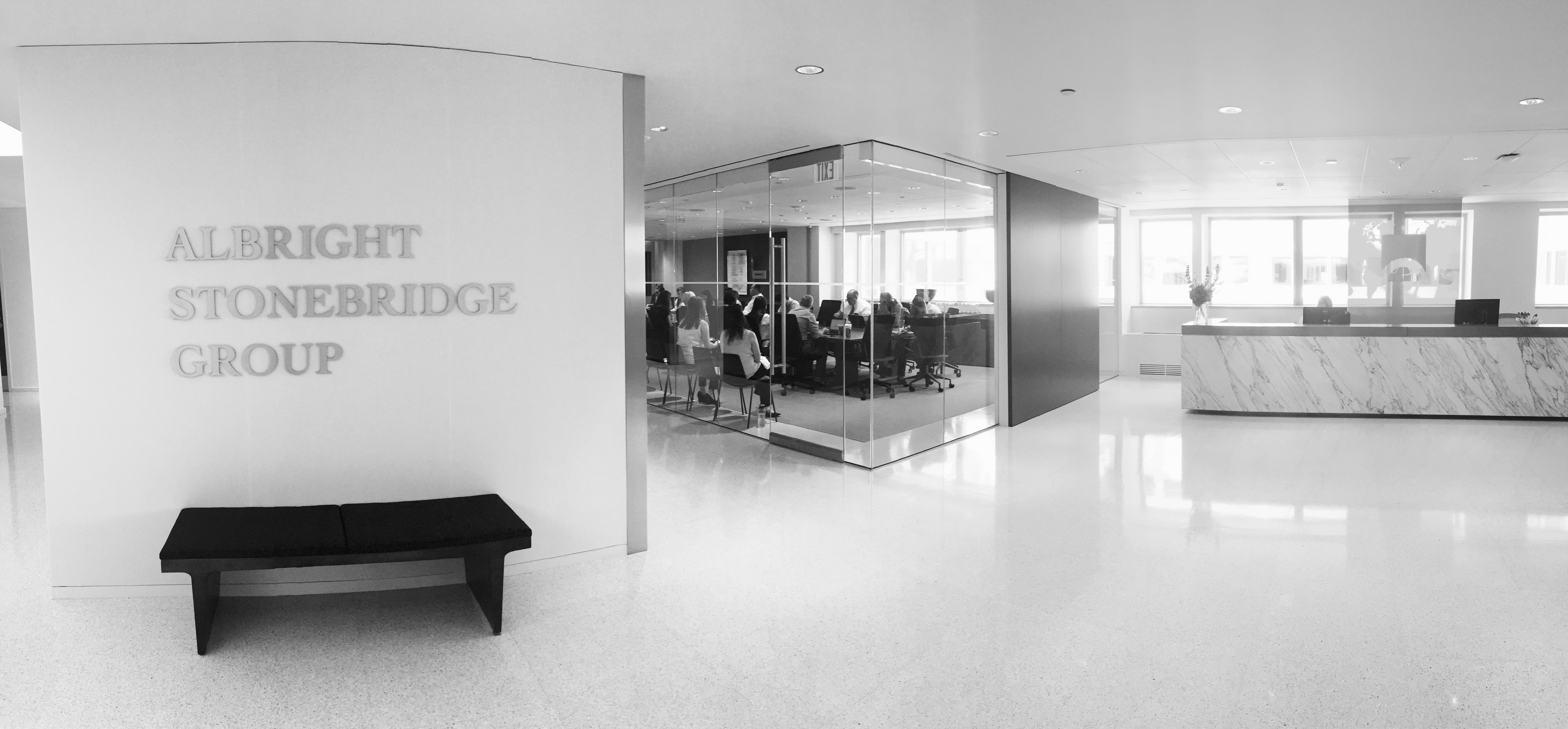
Albright Stonebridge Group’s Washington, DC Lobbybereich

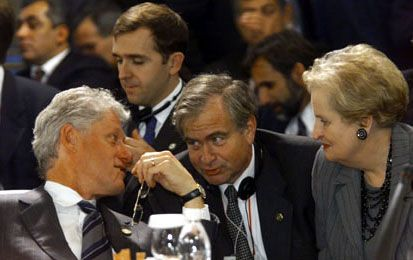
Sandy Berger (Mitte) im Gespräch mit US-Präsident Bill Clinton und US-Außenministerin Madeleine Albright (1999)

Die Albright Stonebridge Group ist die Consulting-Firma der ehemaligen US-Außenministerin Madeleine Albright. Mit ihrem Geschäftspartner Sandy Berger (ehemaliger US-Sicherheitsberater) bietet sie Politikberatung für Firmen und Regierungen an.

## Tätigkeitsfelder
Die Firma gibt an, Kontakte und Repräsentanzen in 65 Länder auf sechs Kontinenten der Welt zu haben. Firmensitz ist Washington, D.C. mit Niederlassungen oder Mitarbeitern in Peking, Shanghai, São Paulo, Neu-Delhi, Madrid, Berlin, Sydney, Thailand und Moskau.
Des Weiteren pflegt das Unternehmen weltweit strategische Partnerschaften mit verschiedenen Firmen wie Joschka Fischer and Company des deutschen Ex-Außenminister Joschka Fischer in Berlin, Bespoke Approach in Australien, Civitas Group LLC in Washington D.C., Palacio y Asociados in Madrid, Global Dealings Group und Hogan Lovells.
Die Albright Group LLC und Stonebridge International, beide im Jahr 2001 gegründet, fusionierten im Jahr 2009 zu den jetzigen Unternehmen. Der Vorstand des Unternehmens besteht derzeit aus Madeleine Albright, Sandy Berger, Carlos Gutierrez, Anthony S. Harrington, H.P. Goldfield, Amy Celico, Alan Fleischmann, Suzanne A. George, Jin Ligang, James C. O’Brien, Dan K. Rosenthal und Michael J. Warren.
Das Unternehmen bietet strategische Beratung für andere Firmen, Verbände und gemeinnützige Organisationen an. Der Schwerpunkt hierbei liegt bei Privatisierungen, Krisenmanagement und der Bewertung von politischen, handelsbezogenen und aufsichtsrechtlichen Problemen, Chancen und Risiken auf den internationalen Märkten.
Albright Stonebridge berät darüber hinaus auch die ebenfalls von Albright geführte Albright Capital Management, eine Investmentfirma, die vor allem in Schwellenländer investiert. Neben Albright Capital Management gehört auch die Civitas Group LLC zu den Firmen, an welchen Albright Stonebridge als strategischer Großaktionär beteiligt ist.

## Kritik
Madeleine Albright war von 1997 bis 2001 Außenministerin der USA und gründete unmittelbar nach ihrem Ausscheiden aus der Politik die strategische Beratungsfirma The Albright Group, welche dann ab 2009 als Albright Stonebridge Group firmierte. Dieser Wechsel zwischen Politik und Wirtschaft bedingte die Möglichkeit, politische Entscheidungsträger unter Nutzung privater Beziehungen zu beeinflussen und diesen Einfluss für eigene kommerzielle Interessen zu nutzen. Ein wichtiger Fokus ihrer Lobbyarbeit lag auf dem Kosovo. Nachdem Albright in ihrer Rolle als US-Außenministerin wesentlich am Kosovokrieg beteiligt war und die Herauslösung der Region aus dem serbischen Verbund vorantrieb, besaß sie gute Kontakte zur politischen Klasse dieser von ihr zuvor mitgestalteten Region. Diese nutzte sie in den folgenden Jahren zur Anbahnung von Geschäftsbeziehung, u. a. im Rahmen der Privatisierung von vormaligen Staatsunternehmen, wobei teilweise zu Ungunsten der kosovarischen Bevölkerung Preise weit über Marktwert gezahlt wurden.